# MAX PubQuiz
MAX PubQuiz is een Nederlands televisieprogramma van Omroep MAX, gepresenteerd door Sybrand Niessen, bijgestaan door een bekende barman of -vrouw. 
Het programma wordt jaarlijks uitgezonden op zeven vrijdagen. Het eerste seizoen werd in het najaar van 2019 uitgezonden. Daarna werd het drie seizoenen in het voorjaar uitgezonden. Het vijfde seizoen wordt net als het eerste in het najaar uitgezonden. De muziek in de quiz wordt verzorgd door Jan Rietman met een band onder zijn hoede. In het eerste seizoen was dit de band Soulsix, daarna kwam er een andere bezetting en sinds seizoen 4 spelen muzikanten in de MAX PubQuiz Band. Het programma wordt uitgezonden op NPO 1. Op vrijdag 15 november 2024 werd het programma eenmalig op NPO 2 uitgezonden omdat op NPO 1 een extra NOS Journaal werd uitgezonden vanwege een dreigende kabinetscrisis.
In een kroegsfeer strijden zes duo's tegen elkaar. In vijf rondes van vier vragen wordt hun kennis getest op het gebied van onder andere muziek, geschiedenis, sport en eten & drinken. De winnaars van elke aflevering zullen in de finale strijden om de MAX Pubquiz Trofee.
In het eerste seizoen streden nog trio's tegen elkaar.
Ook de kijkers zelf kunnen meedoen met de quiz en op deze manier hun kennis testen.